# Prisma (geometria)
Un prisma és un poliedre que té dues cares iguals i paral·leles (les bases) i cert nombre de cares laterals que són paral·lelograms. Un cas especial de prisma és el prisma rectangular, en el qual les arestes que uneixen les dues cares són perpendiculars a la base de les cares. Si aquestes unions no fan angles de 90° es tracta d'un prisma oblic. El terme prisma uniforme pot ser utilitzat per un prisma rectangular amb costats quadrats, ja que aquests estan classificats en el conjunt de poliedres uniformes.
Els prismes s'anomenen per la forma de les seves bases. Així, un prisma de base pentagonal s'anomena prisma pentagonal. Els prismes són una subclasse dels prismatoides.
Com molts altres termes geomètrics bàsics, la paraula prisma (del grec πρίσμα (prisma), 'cosa serrada') va ser usada per primer cop en els Elements d'Euclides. Euclides va definir el terme en el llibre XI com «una figura sòlida continguda per dos plans oposats, iguals i paral·lels, mentre que la resta són paral·lelograms». Tanmateix, aquesta definició ha estat criticada per no ser prou específica en relació amb la naturalesa de les bases, cosa que va donar lloc a una certa confusió entre els escriptors de geometria posteriors.

## Prisma oblic
Un prisma oblic és un prisma en què les arestes que connecten les bases no són perpendiculars a les bases.
Per exemple, un paral·lelepípede és un prisma oblic la base del qual és un paral·lelogram, o equivalentment un poliedre amb sis cares amb forma de paral·lelogram.

## Prisma recte, prisma uniforme

### Prisma recte

Prisma recte

Un prisma recte és un prisma en què els costats que uneixen les bases són perpendiculars a les bases. Això passa si i només si totes les cares laterals són rectangulars.
El dual d'un n-prisma recte és una n-bipiràmide recta.
Un prisma recte (amb costats laterals rectangulars) amb n-àgons regulars com a bases té el símbol de Schläfli { }×{n}. S'apropa al sòlid cilíndric a mesura que n tendeix a infinit; es considera que el cilindre és un prisma circular.

#### Casos especials
- Un prisma rectangular recte (amb base rectangular) és també anomenat cuboide, o informalment caixa rectangular. Un prisma rectangular té un símbol de Schläfli { }×{ }×{ }.
- Un prisma quadrat recte (amb un quadrat com a base) també rep el nom de cuboide quadrat, o informalment caixa quadrada.

Noti's que alguns textos apliquen el terme prisma rectangular o prisma quadrat a un prisma recte amb base rectangular i a un prisma recte de base quadrada respectivament.

### Prisma uniforme
Un prisma uniforme o prisma semiregular és un prisma recte amb bases regulars i tots els costats de la mateixa longitud. Per tant, totes les cares laterals d'un prisma uniforme són quadrats.
Com a resultat, totes les cares dels prismes uniformes són polígons regulars. A més, aquests prismes són figures isogonals; i així doncs són políedres uniformes. Formes una de les dues sèries infinites de políedres semiregulars, l'altra sèrie és la dels antiprismes.
Un prisma uniforme n-gonal té un símbol de Schläfli t{2,n}.
| Família de prismes n-àgons uniformes | Família de prismes n-àgons uniformes | Família de prismes n-àgons uniformes | Família de prismes n-àgons uniformes | Família de prismes n-àgons uniformes | Família de prismes n-àgons uniformes | Família de prismes n-àgons uniformes | Família de prismes n-àgons uniformes | Família de prismes n-àgons uniformes | Família de prismes n-àgons uniformes | Família de prismes n-àgons uniformes | Família de prismes n-àgons uniformes |
| Nom                                  | Prisma digonal                       | (Trigonal) Prisma triangular         | (Tetragonal) Prisma quadrat          | Prisma pentagonal                    | Prisma hexagonal                     | Prisma heptagonal                    | Prisma octagonal                     | Prisma enneagonal                    | Prisma decagonal                     | Prisma hendecagonal                  | Prisma dodecagonal                   |
| ------------------------------------ | ------------------------------------ | ------------------------------------ | ------------------------------------ | ------------------------------------ | ------------------------------------ | ------------------------------------ | ------------------------------------ | ------------------------------------ | ------------------------------------ | ------------------------------------ | ------------------------------------ |
| Imatge                               |                                      |                                      |                                      |                                      |                                      |                                      |                                      |                                      |                                      |                                      |                                      |
| Imatge enrajolat esfèric             |                                      |                                      |                                      |                                      |                                      |                                      |                                      |                                      |                                      |                                      |                                      |
| Config. de vèrtex                    | 2.4.4                                | 3.4.4                                | 4.4.4                                | 5.4.4                                | 6.4.4                                | 7.4.4                                | 8.4.4                                | 9.4.4                                | 10.4.4                               | 11.4.4                               | 12.4.4                               |
| Diagrama de Coxeter                  |                                      |                                      |                                      |                                      |                                      |                                      |                                      |                                      |                                      |                                      |                                      |

## Volum
El volum d'un prisma és el producte de l'àrea de la base i la distància entre la base de dues cares o l'alçada (en el cas d'un prisma oblic, cal tenir en compte que això significa la distància perpendicular a la base). El volum és el següent:
{\displaystyle V=B\cdot h}
on B és la superfície de la base i h és l'alçada.
El volum d'un prisma la base del qual és un polígon regular de n costats de longitud s és, per tant:
{\displaystyle V={\frac {n}{4}}hs^{2}\cot \left({\frac {\pi }{n}}\right).}

## Àrea total
L'àrea d'un prisma és: 
{\displaystyle 2B+Ph,}
on B és l'àrea de la base, h l'altura, i P el perímetre de la base.
La superfície d'un prisma rectangle la base del qual és una cara n-polígon amb longitud lateral S i d'alçada h és, per tant:
{\displaystyle A={\frac {n}{2}}S^{2}\cot {\frac {\pi }{n}}+nSh.}

## Diagrama de Schlegel
Els diagrames de Schlegel d'alguns prismes es mostren en la següent graella:
| P3 | P4 | P5 | P6 | P7 | P8 |

## Simetria
El grup de simetria d'un prisma recte de n costats amb base regular és Dnh d'ordre 4n, excepte en el cas del cub, que té el grup de simetria més gran Oh d'ordre 48, que té tres versions de D4h com a subgrups. El grup de rotació és Dn d'ordre 2n, excepte en el cas del cub, que té el grup o de simetria més gran, d'ordre 24, que conté tres versions de D4 com a subgrups.
El grup de simetria Dnh conté inversió si i només si n és parell.
L'hosoedre i díedre també tenen simetria dièdrica, i es pot construir un prisma n-gonal mitjançant la truncació geomètrica d'un hosoedre n-gonal, així com l'escantellació o expansió d'un díedre n-gonal.

## Prisma truncat
Un prisma truncat és un prisma amb bases superior i inferior no-paral·leles. Convé distingir-los dels prismes oblics.

Exemple de prisma triangular truncat. La seva cara superior és truncada en un angle oblic, però no es tracta d'un prisma oblic!

## Tronc
Un tronc és una construcció similar a un prisma, amb trapezis com a cares laterals i polígons superior i inferior de diferents mides.

Exemple de tronc pentagonal

## Prisma torçat
Un prisma torçat és un políedre no convex construït a partir d'un n-prisma uniforme amb les cares laterals biseccionades per la diagonal del quadrat, torçant la base superior, normalment Plantilla:Pin radians (180n graus) en la mateixa direcció, fent que els costats siguin còncaus.
Un prisma torçat no pot ser disseccionat en tetraedres sense afegir nous vèrtexs. El cas més simple: el de forma triangular, rep el nom de políedre de Schönhardt.
Un prisma torçat n-gonal és topològicament idèntic a l'antiprisma n-gonal uniforme, però té la meitat de la simetria de grup: Dn, [n,2]+, ordre 2n.
| 3-gonal                | 4-gonal               | 4-gonal            | 12-gonal                      |
| ---------------------- | --------------------- | ------------------ | ----------------------------- |
| políedre de Schönhardt | Prisma quadrat torçat | Antiprisma quadrat | Antiprisma torçat dodecagonal |

## Prisma estelat
Un prisma estelat és un políedre no convex que es construeix a partir de dues cares poligonals estelades idèntiques a dalt i a baix, paral·leles i separades per una certa distància i connectades per cares rectangulars. Un prisma estelat uniforme té símbol de Schläfli {p/q} × { }, amb p rectangles i 2 {p/q} cares. És topològicament idèntica al prisma p-gonal.
| { }×{ }180×{ } | ta{3}×{ }     | ta{3}×{ }     | {5/2}×{ }     | {7/2}×{ }    | {7/3}×{ }    | {8/3}×{ }     |
| -------------- | ------------- | ------------- | ------------- | ------------ | ------------ | ------------- |
| D2h, ordre 8   | D3h, ordre 12 | D3h, ordre 12 | D5h, ordre 20 | D7h, ordre28 | D7h, ordre28 | D8h, ordre 32 |
|                |               |               |               |              |              |               |

### Prisma creuat
Un prisma creuat és un políedre no convex construït a partir d'un prisma, en què els vèrtexs d'una de les bases són invertides al voltant del centre d'aquesta base (o rotats 180°). Això transforma les cares rectangulars laterals en rectangles creuats. Quan la base és un polígon regular, l'aparença és la d'un rellotge de sorra n-gonal. Totes les arestes obliqües passen a través d'un punt que és el centre del cos. Noti's que no hi ha cap vèrtex al centre del cos. Un prisma creuat és topològicament idèntic a un prisma n-gonal.
| { }×{ }180×{ }180 | ta{3}×{ }180  | ta{3}×{ }180  | {3}×{ }180    | {4}×{ }180    | {5}×{ }180    | {5/2}×{ }180  | {6}×{ }180    |
| ----------------- | ------------- | ------------- | ------------- | ------------- | ------------- | ------------- | ------------- |
| D2h, ordre 8      | D3d, ordre 12 | D3d, ordre 12 | D3d, ordre 12 | D4h, ordre 16 | D5d, ordre 20 | D5d, ordre 20 | D6d, ordre 24 |
|                   |               |               |               |               |               |               |               |

### Prisma toroidal
Un prisma toroidal és un poliedre no convex com el prisma creuat, però sense bases superior i inferior, i amb cares rectangulars simples com a tancament del políedre. Això només es pot fer amb polígons que tenen una base amb un nombre de costats parell. Això són tors topològics, amb característica d'Euler de zero. El seu desenvolupament pla es pot tallar a partir de dues files d'una tessel·lació quadrada (amb configuració de vèrtex 4.4.4.4): una tira de n quadrats, cadascun dels quals adjacent a un rectangle creuat. Un prisma toroidal n-gonal té 2n vèrtexs, 2n cares: n quadrats i n rectangles creuats, i 4n costats. És topològicament auto-dual.
| D4h, ordre 16  | D6h, ordre 24    |
| v=8, e=16, f=8 | v=12, e=24, f=12 |
|                |                  |

## Polítop prismàtic
Un polítop prismàtic és una generalització dels prismes a dimensions diferents de 3. Un polítop prismàtic de n dimensions es defineix recursivament com una figura creada a partir de dos polítops congruents (n − 1)-dimensionals en hiperplans paral·lels, les facetes corresponents dels quals es connecten mitjançant prismes (n − 1)-dimensionals.
Donat un n-polítop amb fi elements de dimensió i (i = 0, ..., n), el prisma generat a partir d'ell té 2fi + fi−1 elements de dimensió i (prenent f−1 = 0, fn = 1).
Per dimensió:
- Si es parteix d'un polífon amb n vèrtexs i n arestes, el seu prisma tindrà 2n vèrtexs, 3n arestes i 2 + n cares.
- Si es parteix d'un políedre amb v vèrtexs, e arestes i f cares, el seu prisma tindrà 2v vèrtexs, 2e + v aristes, 2f + e cares, y 2 + f cel·les.
- Si es parteix d'un 4-polítop amb v vèrtexs, e arestes, f cares i c cel·les, el seu prisma tindrà 2v vèrtexs, 2e + v arestes, 2f + e cares, i 2 + c hipercel·les.

### Polítop prismàtic uniforme
Un n-polítop regular representat pel símbol de Schläfli {p, q, ..., t} pot formar un (n + 1)-polítop prismàtic uniforme representat per un producte cartesià de dos símbols de Schläfli: {p, q, ..., t} × {}.
Per dimensió:
- Un prisma 0-politòpic és un segment de recta, representat per un símbol de Schläfli buit {}.
- Un prisma 1-politòpic és un rectangle, format a partir de la translació de 2 segments de línia. Es representa amb el símbol Schläfli producte {} × {}. Si es tracta d'un quadrat, es pot reduir la simetria a: {} x {} = {4}.
  -  Exemple: quadrat, {} x {}, dos segments de recta paral·lels, connectats per dos costats de segments de recta.
- Un prisma poligonal és un prisma de 3 dimensions fet a partir de dos polígons traslladats, connectats per rectangles. Un polígon regular {p} pot construir el prisma n-gonal uniforme representat pel producte {p} × {}. Si p = 4, amb costats quadrats simètrics, es converteix en un cub: {4}×{} = {4, 3}.
  -  Exemple: prisma pentagonal, {5}×{}, dos pentàgons paral·lels connectats per 5 costats rectangulars.
- Un prisma polièdric és un prisma de 4 dimensions fet per dos poliedres traslladats connectats per cel·les de prisma tridimensionals. Un poliedre regular {p, q} pot construir el prisma 4-politòpic uniforme, representat pel producte {p, q}×{}. Si el poliedre és un cub, i els costats són cubs, es converteix en un hipercub: {4, 3}×{} = {4, 3, 3}.
  - Exemple: prisma dodecaèdric {5, 3} × {}, dos dodecaedres paral·lels connectats per 12 costats de prismes pentagonals.

Els polítops prismàtics d'ordre superior també existeixen com a productes cartesians de dos polítops. La dimensió d'un polítop és el producte de les dimensions dels elements. El primer exemple d'això existeix en un espai de 4 dimensions anomenat duoprisma com a producte de dos polígons. Els duoprismes regulars es representen com {p} × {q}.
| Simetria | 3 | 4 | 5 | 6 | 7 | 8 | 9 | 10 | 11 | 12 |
| -------- | - | - | - | - | - | - | - | -- | -- | -- |
| Imatge   |   |   |   |   |   |   |   |    |    |    |